# Anfinn Kallsberg
Anfinn Kallsberg (født 19. november 1947 i Klaksvík, død  20. februar 2024) var en færøsk politiker. Han var indtil 2. august 2007 formand for Fólkaflokkurin (Folkepartiet, det konservative parti), hvor han afløstes af Jørgen Niclasen.
Anfinn Kallsberg var søn af husmoder Katrina og arbejdsformand Gunnar Kallsberg. Han var gift med Berghild, født Matras fra Viðareiði, og sammen fik de 3 børn.
Efter en kontor- og handelsuddannelse i Klaksvík blev Kallsberg 1974 selvstændig med bogholderi. Fra 1974 til 1980 var han borgmester i Viðareiði. Fra 1980 til 2011 var han valgt ind i lagtinget, (1991-1993 som tingets formand). 1983-1985, i 1989 og 1996-1998 var han landsstyremand for finanser i Færøernes landsstyre. 
Fra lagtingvalget den 30. april 1998 og indtil 2004 var han lagmand for Færøerne i koalition med Tjóðveldi med Høgni Hoydal som formand. Koalitionen ønskede Færøernes selvstændighed fra Danmark, men i 2000 skete et totalt sammenbrud af forhandlingerne. Folkeafstemmningen om Færøernes fremtid blev opgivet 2001, da det var åbenbart, at regeringen ville tabe den. I 2002 blev Kallsberg og Hoydal genvalgt. Få dage inden lagtingsvalget meldte man om oliefund ved Færøerne. Men i 2003 nægtede Hoydal republikanere at fortsætte samarbejdet med Kallsberg. 
Lagtingsvalget den 20. januar 2004 medførte en konstellation, hvor Folkepartiet igen var med i landsstyret, men denne gang indgik Kallsberg en koaltion med Socialdemokratiet og Sambandspartiet under lagmanden Jóannes Eidesgaard. Siden var Kallsberg ikke selv landsstyremand, men bestred den magtfulde post som formand for finansudvalget. Ved valget i 2008 blev Kallsberg genvalgt, og en landsstyrekoalition uden Fólkaflokkurin blev dannet. Det bevirkede, at han måtte afgive posten som formand for finansudvalget. Senere blev en ny koalition med Folkepartiet, Socialdemokratiet og Sambandspartiet med Kaj Leo Johannesen som lagmand blev dannet den 30. september 2008, og Kallsberg blev igen formand for finansudvalget.
I 2005 blev han valgt til Folketinget og repræsenterede sammen med Høgni Hoydal øriget i Nordatlanten. Han blev ikke genvalgt ved folketingsvalget 13. november 2007.
I 1991 og 1994-1998 var Anfinn Kallsberg også Færøernes repræsentant i Nordisk Råd. Og fra 1991 indtil 1996 sad han i styrelsen for Klaksvíks sygehus. 2005 blev han Ridder af Dannebrog.